# Возвращение Джека Потрошителя 2
«Возвращение Джека Потрошителя 2» — фильм ужасов 2004 года режиссёров Джонаса Куастела и Ллойда Симандла, продолжение фильма 2001 года «Возвращение Джека Потрошителя». Премьера фильма состоялась 3 августа 2004 года.

## Сюжет
Молли проходит курс лечения в психиатрической лечебнице. Она не может отличить реальную действительность от своих шизофренических галлюцинаций, кроме того она считает, что является потомком известного серийного убийцы Джека Потрошителя. Доктор Вессер предлагает Молли экспериментальный способ лечения, который он же и разрабатывает. Для этого он привозит её в старинный замок, располагающийся в Чехии. Здесь же уже проходят курс лечения несколько подростков. Суть экспериментального способа заключается в помещении сознания пациентов в коллективную виртуальную реальность. В итоге в виртуальной реальности оказываются Молли и те несколько подростков. Однако виртуальная реальность настолько близка к реальности, что смерть в нереальности способствует смерти и в жизни. Тут же, в нереальности, среди пациентов объявляется известный убийца Джек Потрошитель и начинает совершать убийства.

## В ролях
| Актёр          | Роль                  |
| -------------- | --------------------- |
| Эрин Карплак   | Молли Келлер          |
| Колин Лоуренс  | Роберто Эдвардс       |
| Ричард Бреммер | доктор Сэмюэль Вессер |